# 太戊
太戊（たいぼ）は、殷の第9代の王。太庚の子。雍己の弟。なお卜辞では雍己の前に即位したとされる。
中宗は、賢人伊陟を相とし、殷を復興させた。参朝しなかった諸侯もこのときには、参朝するようになったという。